# Tankard

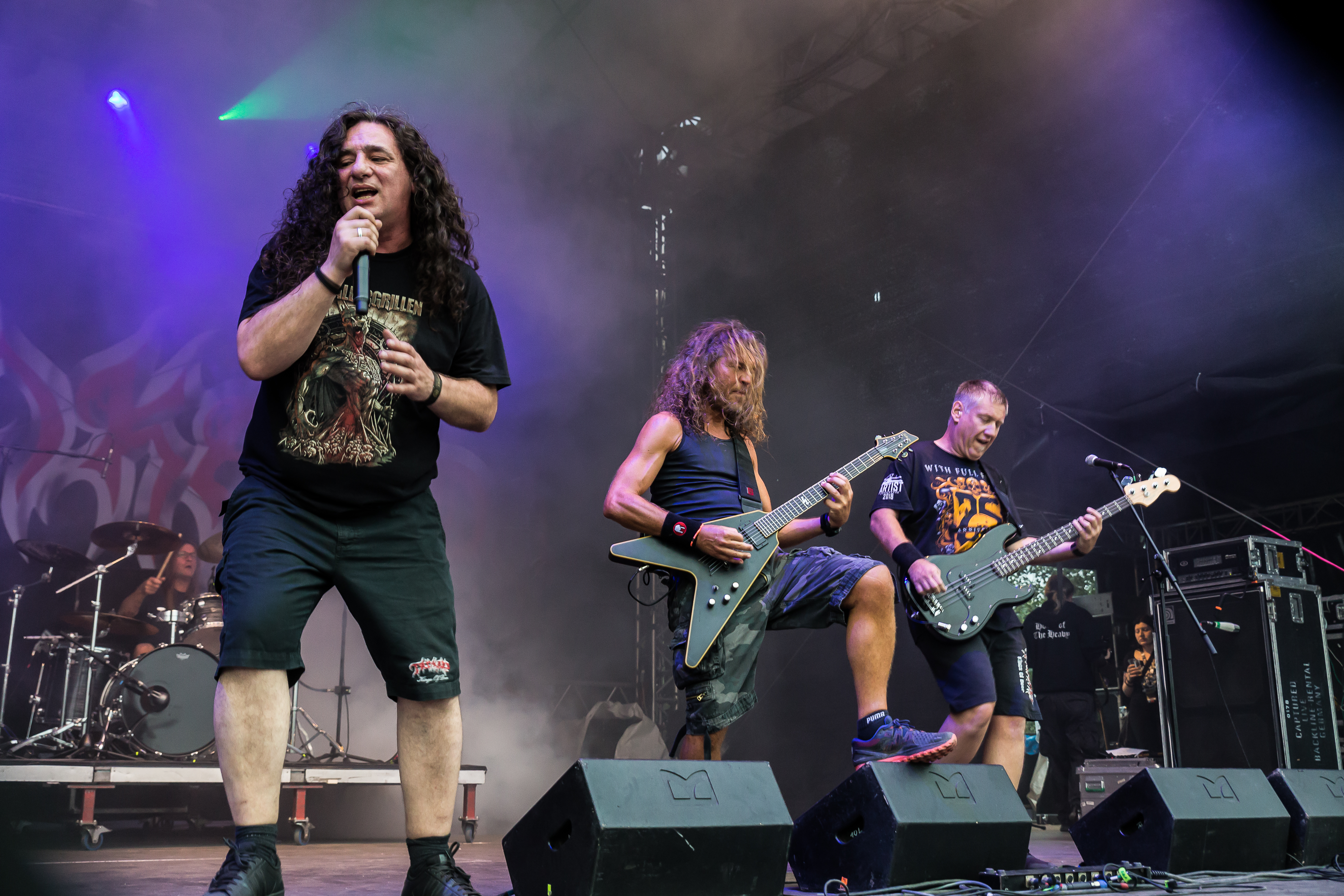

Tankard este o formație de thrash metal germană înființată la Frankfurt în 1982.

## Discografie

### Albume de studio
| An   | Titlu                   | Casă de discuri |
| 1986 | Zombie Attack           | Noise Records   |
| 1987 | Chemical Invasion       | Noise Records   |
| 1988 | The Morning After       | Noise Records   |
| 1990 | The Meaning of Life     | Noise Records   |
| 1992 | Stone Cold Sober        | Noise Records   |
| 1994 | Two-Faced               | Noise Records   |
| 1995 | The Tankard             | Noise Records   |
| 1998 | Disco Destroyer         | Century Media   |
| 2000 | Kings of Beer           | Century Media   |
| 2002 | B-Day                   | AFM Records     |
| 2004 | Beast of Bourbon        | AFM Records     |
| 2006 | The Beauty and the Beer | AFM Records     |
| 2008 | Thirst                  | AFM Records     |
| 2010 | Vol(l)ume 14            | AFM Records     |

### Alte înregistrări
- Heavy Metal Vanguard (1984) - demo
- Alcoholic Metal (1985) - demo
- Alien (1989) - EP
- Hair of the Dog (1989) - compilație
- Open All Night (1990) - videoclip
- Fat, Ugly and Live (1991) - album live
- Fat, Ugly And Still (A) Live (2005) - DVD
- Best Case Scenario: 25 Years in Beers (2007) -  album compilație